# Massenpanik im Accra Sports Stadium 2001
Bei einer Massenpanik im Accra Sports Stadium in Accra, Ghana, kamen am 9. Mai 2001 127 Menschen ums Leben. Nach der Massenpanik in Peru 1964 und der Massenpanik im Kanjuruhan-Stadion 2022 ist es das Unglück mit den drittmeisten Todesopfern der Fußballgeschichte.
Fünf Minuten vor dem Ende der Partie zwischen dem Hearts of Oak SC aus Accra und Asante Kotoko aus Kumasi begannen Anhänger der Gäste beim Spielstand von 2:1, Sitze aus ihren Befestigungen zu reißen und auf das Spielfeld zu werfen. Daraufhin setzte die Polizei Tränengas ein und schloss die Ausgänge. In der Folge kam es zu einer Massenpanik, als die Zuschauer versuchten, das Stadion zu verlassen. Dabei starben 127 Menschen, mindestens 150 weitere wurden verletzt.
Als eine Konsequenz des Unglücks wurde die Austragung der Ghana Premier Football League für einen Monat unterbrochen.